# Valravillon
Valravillon es una comuna nueva francesa situada en el departamento de Yonne, de la región de Borgoña-Franco Condado.

## Historia
Fue creada el 1 de enero de 2016, en aplicación de una resolución del prefecto de Yonne de 17 de diciembre de 2015 con la unión de las comunas de Guerchy, Laduz, Neuilly y Villemer, pasando a estar el ayuntamiento en la antigua comuna de Guerchy.

## Demografía
| Gráfica de evolución demográfica de Valravillon entre 1800 y 2013 |
|                                                                   |

Los datos entre 1800 y 2013 son el resultado de sumar los parciales de las cuatro comunas que forman la nueva comuna de Valravillon, cuyos datos se han cogido de 1800 a 1999, para las comunas de Guerchy, Laduz, Neuilly y Villemer de la página francesa EHESS/Cassini. Los demás datos se han cogido de la página del INSEE.

## Composición
| Comuna delegada | Código INSEE | Población (2013) | Superficie (km²) | Densidad (hab./km²) |
| --------------- | ------------ | ---------------- | ---------------- | ------------------- |
| Guerchy         | 89196        | 659              | 11.86            | 56                  |
| Laduz           | 89213        | 328              | 7.54             | 44                  |
| Neuilly         | 89275        | 448              | 13.39            | 33                  |
| Villemer        | 89457        | 241              | 4.26             | 57                  |